# Славенский
Сла́венский — посёлок в Новоалександровском районе (городском округе) Ставропольского края России.

## Географическое положение
Расстояние до краевого центра: 92 км. Расстояние до районного центра: 20 км.

## История
В соответствии с Указом Президиума Верховного Совета РСФСР от 21 сентября 1964 года посёлок Четвёртое отделение совхоза «Темижбекский» переименован в посёлок Славенский.
До 1 мая 2017 года Славенский входил в состав муниципального образования «Сельское поселение Темижбекский сельсовет».

## Население
| 1989 | 2002 | 2010 | 2014 | 2023 |
| ---- | ---- | ---- | ---- | ---- |
| 221  | ↘198 | ↘174 | ↗200 | ↘192 |

По данным переписи 2002 года, в национальной структуре населения русские составляли 55 %, курды — 32 %.

## Инфраструктура
Уличная сеть в Славенском отсутствует. В границах посёлка расположено общественное открытое кладбище площадью 1098 м²